# Дракшл
Дракшл (словен. Drakšl) — поселення в общині Ормож, Подравський регіон‎, Словенія.